# Abel Ehrlich
Pour les articles homonymes, voir Ehrlich.
Abel Ehrlich (hébreu : אבל ארליך ; Cranz, 3 septembre 1915 – Tel Aviv, 30 octobre 2003) est un compositeur israélien. En 1997, Ehrlich a remporté le prix Israël pour la musique.

## Biographie
Erlich naît à Cranz, en province de Prusse-Orientale. En 1934, lui et sa famille fuient l'Allemagne nazie pour la Yougoslavie où il poursuit ses études musicale à Zagreb. Il quitte la Yougoslavie en 1939 et, après un court séjour en Albanie, immigre en Israël.
En Israël, il poursuit ses études au Conservatoire Eretz-Israël de Jérusalem.
Il enseigne ensuite dans plusieurs instituts, tels que le Conservatoire israélien, l'Académie de musique Rubin à Jérusalem ; l'Académie de Musique Rubin de Tel-Aviv, à l'Université Bar-Ilan et au Collège universitaire Oranim.
Il est décédé le 30 octobre 2003, à Tel-Aviv, en Israël.

## Prix
- En 1972, il reçoit le prix de l'Alte Kirche Fondation, Boswil, en Suisse, pour son œuvre, ARPMUSIC.
- En 1997, il reçoit le prix Israël, pour la musique[2]
- Il reçoit également huit fois le prix ACUM, le prix Liberson (3 fois) et le prix des compositeurs israéliens du premier ministre.